# Santorio Santorio
Santorio Santorio (29. mart 1561—22. februar 1636, Sanctorio Sanctorio, Santorio Santorii, Sanctorius of Padua, Sanctorio Sanctorius) bio je mletački fiziolog, lekar, i profesor, koji je uveo kvantitativni pristup u medicinu. On je takođe poznat kao izumitelj nekoliko medicinskih uređaja, uključujući termometar. Njegov rad De Statica Medicina, napisan 1614, je izdavan mnogo puta i uticao je na generacije lekara.

## Život
Santoriova majka je bila plemkinja iz mediteranskog obalskog grada Kopra (u današnjoj jugozapadnoj Sloveniji, koji je u to vreme bio deo Mletačke republike), gde je i on rođen. Santoriov otac je bio plemić iz Furlanije koji je radio za Mletačku republiku. 
On je stekao obrazovanje u svom rodnom gradu, i zatim je pohađao Univerzitet u Padovi, na kome je stekao svoju medidinsku doplomu 1582. godine.

## Rad
Santorio je radio kao personalni lekar za plemstvo od 1587 do 1599, nakon čega je otvorio ordinaciju u Veneciji. 
Od 1611 do 1624, Santorio je bio šef katedre za teoretsku medicinu na Univerzitetu u Padovi, gde je izvodio eksperimente sa temperaturom, respiracijom i težinom. 
Njegove prakse i razmišljanja su sledile Hipokratske i Galenske principe, ali je on bio je entizijastični eksperimentalista.

## Spoljašnje veze
- Santorio Santorio and the Emergence of Quantifying Procedures in Medicine Архивирано на веб-сајту  (23. јул 2019)
- An introductory video on Santorio's life and works here